# Enrique Roizner
Enrique Luis Roizner (Buenos Aires, 14 de diciembre de 1939-Buenos Aires, 14 de enero de 2024), conocido como El Zurdo, fue un baterista argentino que se desempeñó como músico sesionista en discos de los más diversos estilos, desde el jazz hasta el rock, pasando por la bossa nova y el folklore. Llegó a tocar junto a artistas de la talla de Vinícius de Moraes, Toquinho, El Gato Barbieri, Astor Piazzolla y acompañó a Frank Sinatra en su visita a Argentina, además de formar parte de agrupaciones de renombre como La Banda Elástica. Desde 2002 integraba The Nada, la banda que acompaña a Kevin Johansen.
Falleció el 14 de enero de 2024, a causa de un accidente cerebrovascular

## Inicios
El Zurdo Roizner comenzó tempranamente con la práctica de la música. Ya a los ocho años dio sus primeros pasos tocando el violín, pero finalmente se decidió por la batería luego de escuchar a músicos como Buddy Rich y Gene Krupa.

## Carrera profesional
En 1970 acompañó en percusión al bandoneonista salteño Dino Saluzzi, en el disco "Soy Buenos Aires". Pero el gran salto profesional lo daría poco después, cuando fue convocado a grabar "En La Fusa", del poeta brasileño Vinicius de Moraes, disco que también fuera editado como "Vinícius de Moraes en Buenos Aires", en el que también participaban la cantante Maria Creuza y el guitarrista Toquinho.
Ese disco, del que también fue parte El Chango Farías Gómez como percusionista, fue grabado en vivo en dos noches de julio de 1970 en La Fusa por los Estudios ION, aunque sin público, el cual sería añadido posteriormente en las pistas. La grabación fue dirigida por Mike Ribas en Buenos Aires.
El 25 y 26 de enero de 1971 De Moraes grabaría Vinicius + Bethania + Toquinho, editado en España en 1996 como disco doble bajo el nombre "Vinicius De Moraes con María Creuza, Maria Bethânia y Toquinho". Uno de los dos discos era el anterior de La Fusa.
Dijo Roizner sobre esos días junto a Vinicius:

Era un hombre sabio, simple. En las grabaciones no faltaba su botella, el vaso y el cubo con hielo.
Enrique Roizner, junio de 2007.

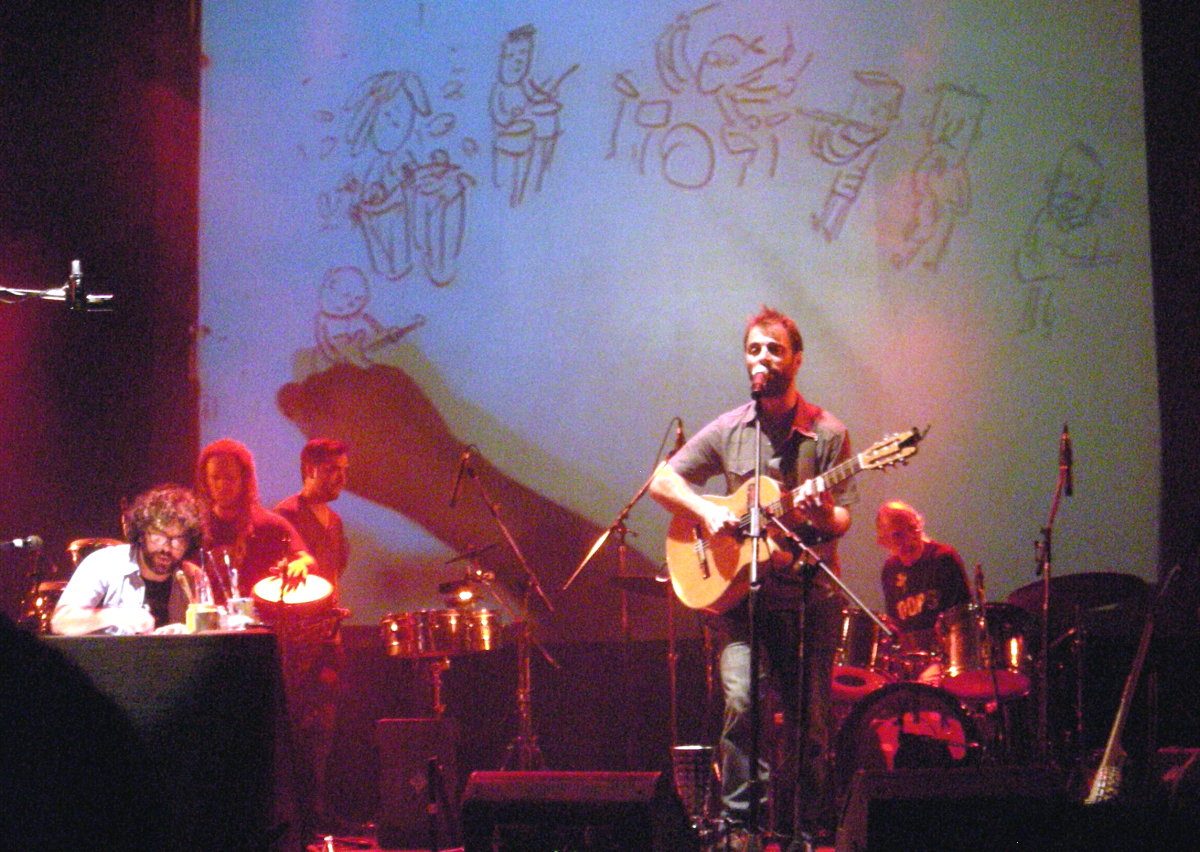
El Zurdo Roizner (der.) junto a Kevin Johansen y el historietista Liniers.

En 1971 participaría como sesionista del disco "Bronca Buenos Aires", del contrabajista de jazz Jorge López Ruiz, grabación en la que también colaboraría Carlos "Pocho" Lapouble.
En 1972 graba el emblemático disco "Canciones Chuecas" de Daniel Viglietti. para el sello Trova en Bs As. Es de destacar su aporte desde la percusión especialmente en "El Chueco Maciel".
En 1973 grabó junto al saxofonista Leandro "Gato" Barbieri "Chapter One: Latin America", y también en el disco "Atras de Porta", de la artista carioca Nana Caymmi, con quien se reencontraría en 2000 para la grabación de "Em Buenos Aires".
En 1974 tocó la batería en el disco de debut del dúo Pastoral. Junto a Marcelo San Juan participaría en dos discos: "Marcelo San Juan" (de 1973) y "Carne y humo" (1975). En 1976 participó en el disco de Les Luthiers, Volumen 4, en el tema Doctor Bob Gordon Shops Hot Dogs from Boston, junto al pianista Juan Carlos Cirigliano, Ernesto Acher en clarinete, trompeta y trombón (por sobregrabación) y, nuevamente, Mario "Mojarra" Fernández en contrabajo.
En 1982 se unió al Cuarteto Zupay en una versión de "Canción de cuna para un gobernante", de María Elena Walsh, incluido en el disco "La armonía del Diablo". En 1983 grabó para el álbum "Por la paz", de Cantoral.
Ese mismo año llegaría su consagración, al ser convocado para integrar el Conjunto 9 que acompañó a Astor Piazzolla en el Teatro Colón.

Astor fue un tipo que me rompió la cabeza a mí, así de simple. Porque era tal la fuerza de su música, que yo quedé marcado con las veces que toqué con él. A partir de eso empecé a tratar mi instrumento de otra forma.
Enrique Roizner, junio de 2007.

En 1984 participó de la grabación del disco "Del oeste", de Claudia Puyó, finalmente editado un año más tarde.
Luego, en 1987, se uniría a Ernesto Acher para el disco "Juegos". Su colaboración con Acher se prolongaría en La Banda Elástica, una agrupación que mezclaba ritmos como el jazz, el tango, el folklore y la salsa, con la que grabó tres discos entre 1988 y 1992 (dos de ellos en vivo) junto a Jorge Navarro, Hugo Pierre y Ricardo Lew.
Más tarde, con Guillermo Yantorno grabó "Compinches del Tren del Bajo" (1993), con Saúl Cosentino "Los tangos de Saúl Cosentino - Volumen I" (1994), con Domingo Cura "La percusión en el folklore argentino" (1994) y con Beatriz Suárez Paz "Tiernamente" (1995).
Participó también del álbum de Leopoldo Federico Trío A Piazzolla (2003), y de la reunión en 2005 del grupo folklórico Anacrusa, otra vez junto a Ricardo Lew, en lo que fue el disco Encordados.
En 2002 Kevin Johansen lo convocó para la grabación de siete temas del disco Sur o no sur y luego Roizner se uniría a la banda The Nada de manera estable, participando en las giras y en las sesiones de los álbumes "City zen" (2005) y "Logo" (2007).